# غاري بي نان
غاري بي نان (بالإنجليزية: Gary P. Nunn)‏ هو كاتب أغاني ومغني أمريكي، ولد في 4 ديسمبر 1945.

## وصلات خارجية
- الموقع الرسمي
- غاري بي نان على موقع ميوزك برينز (الإنجليزية)
- غاري بي نان على موقع أول ميوزيك (الإنجليزية)
- غاري بي نان على موقع ديسكوغز (الإنجليزية)